# جون ماكورميك (سياسي)
جون ماكورميك (بالإنجليزية: John McCormick)‏ هو سياسي كندي، ولد في 16 أكتوبر 1858، وتوفي في 21 فبراير 1936. انتخب عضو مجلس الشيوخ الكندي وانتخب عضو مجلس نواب نوفا سكوتيا.